# Il manuale del cantautore (2007)
Il manuale del cantautore è il quarto album in studio del cantautore italiano Flavio Giurato pubblicato nel 2007 con l'etichetta Entry Edizioni Musicali e distribuito da Interbeat. Si tratta della registrazione in studio di alcuni brani inediti e di altri già eseguiti dal vivo e pubblicati nel 2002 in una prima versione con diversi arrangiamenti per l'etichetta Vitaminic.

## Tracce
Testi e musiche di Flavio Giurato.
1. Il manuale del cantautore – 4:40
2. La tentazione – 5:25
3. Il caso Nesta – 4:32
4. Centocelle – 6:13
5. La Giulia bianca – 3:08
6. L'ufficialino – 4:34
7. Silvia Baraldini – 3:43
8. Praga – 3:57
9. Ustica – 4:32
10. Core addannato – 3:11
11. Mi-Lang – 7:45
12. I dinosauri – 7:17

Durata totale: 58:57